# Flugboot 121 SP
Flugboot 121 SP ist der Titel einer 26-teiligen britisch-australischen Fernsehserie aus den Jahren 1977 und 1978. Das Drehbuch zur Serie schrieben Michael Jenkins und John McCallum. Regie führten Michael Jenkins, Igor Auzins und Peter Maxwell. Die Serie erlangte internationale Bekanntheit und zählt zu den Klassikern der Jugendserien aus den 1970er-Jahren. In Deutschland wurde die Serie erstmals 1978 ausgestrahlt.

## Inhalt
Mister Bailey ist Kommandant eines Flugbootes mit dem Funkrufzeichen Sierra Papa 121, mit dem er hauptsächlich eine Fluglinie betreibt, die die entlegensten Winkel der Südsee ansteuert. Das führt häufig dazu, dass Mister Bailey von den zuständigen Behörden um Hilfe gebeten wird, wenn z. B. Jagd auf Kriminelle gemacht wird oder Personen vermisst werden. Seinen Sohn Nick hat er auf ein Internat in Australien geschickt und glaubt diesen dort in guten Händen. Doch Nick, ein abenteuerhungriger Junge mitten in der Pubertät, langweilt sich zu Tode. Er träumt von einem aufregenden Leben, wie sein Vater es zu führen scheint, und beschließt eines Tages, aus dem Internat auszureißen. Die Flucht gelingt und er erreicht seinen Vater und das Flugboot kurze Zeit später. Nach einigem Hin und Her lässt Mister Bailey sich von seinem Sohn überreden, ihn mit auf eine seiner Touren durch die Südsee zu nehmen. Von nun an beginnt ein spannendes und abenteuerreiches Leben für den Jungen Nick.

## Sonstiges
Die Serie wurde unter anderem in Malaysia gedreht. Das bei den Dreharbeiten benutzte und im Mittelpunkt stehende Flugboot war eine Grumman G-73 Mallard.